# قرار مجلس الأمن التابع للأمم المتحدة رقم 929
قرار مجلس الأمن التابع للأمم المتحدة رقم 929، المعتمد في 22 حزيران / يونيو 1994، بعد التذكير بجميع القرارات المتعلقة برواندا، بما في ذلك 912 (1994)، 918 (1994) و925 (1994)، أذن المجلس، بموجب الفصل السابع من ميثاق الأمم المتحدة، الإنشاء المؤقت لعملية متعددة الجنسيات في البلاد للمساعدة في الجهود الإنسانية وحماية اللاجئين والمشردين، حتى النشر الكامل لبعثة الأمم المتحدة لمساعدة رواندا الموسعة.
دعا مجلس الأمن إلى استئناف العملية السياسية بموجب اتفاق أروشا للسلام. كما توقع توسيع بعثة الأمم المتحدة لتقديم المساعدة إلى رواندا وشدد على أنها ليست سوى قوة إنسانية ذات طابع محايد. وأُعرب عن القلق إزاء استمرار عمليات القتل المنهجية والواسعة النطاق للمدنيين في رواندا والتي يجب أن يتصدى لها المجتمع الدولي.
وتم الاتفاق على إنشاء عملية إنسانية برئاسة فرنسا حتى تكتمل قوة بعثة الأمم المتحدة لتقديم المساعدة إلى رواندا. وتهدف العملية إلى ضمان سلامة النازحين واللاجئين والمدنيين. وقد اقتصرت على فترة شهرين بعد اتخاذ هذا القرار، وسوف تمول من قبل الدول الأعضاء المشاركة نفسها. وفي غضون ذلك، حُثت الدول الأعضاء على تقديم الدعم اللازم والمساهمة في بعثة الأمم المتحدة لتقديم المساعدة إلى رواندا حتى يمكن توسيع بعثتها بسرعة.
وحث المجلس الأطراف الرواندية على وقف أعمال القتل على الفور. وطلب من الأمين العام بطرس بطرس غالي والدول المشاركة في العملية تقديم تقرير دوري إلى المجلس، على أن يتم تقديم التقرير الأول في غضون 15 يومًا. والأمين العام نفسه مطالب بتقديم تقرير عن توسيع بعثة الأمم المتحدة لتقديم المساعدة إلى رواندا واستئناف عملية السلام.

## روابط خارجية
- نص القرار في undocs.org